# Guillermo J. Fadanelli
Guillermo J. Fadanelli (Mexikóváros, 1963– ) mexikói író.

## Élete és művészete
Mérnöknek tanult, mielőtt 1988-ban író lett. 1989-ben alapította a Moho című irodalmi folyóiratot. 1991-ben jelent meg első regénye Cuentos mejicanos („Mexikói történetek”) címmel, amit számos további könyv követett. Művei Latin-Amerika új generációjának kultúrszerzőjévé tették. Spanyol folyóiratok számára végzett munkáinak, és francia fordításainak köszönhetően az európai publikum egy része is megismerhette.
Német nyelven először La otra cara de Rock Hudson („Rock Hudson másik arca”) című regénye jelent meg. 2007-ben ösztöndíjat nyert Berlinbe, a DAAD művészeti programjába.

### La otra cara de Rock Hudson
Ennek a regénynek a középpontjában, amiért Guillermo Fadanelli elnyerte a mexikói Premio Nacional de Literatura irodalmi díjat, a heges arcú Johnny Ramírez áll, aki kifejezetten gonosz. Az egyes szám első személyű elmesélő egyre inkább a brutális bűnöző Ramírez bűvöletébe kerül, és hagyja magát egy delikvens és erőszakos világba belehúzni - egy magától értetődő sors, amibe zokszó nélkül beletörődik. Mexikóváros, a reménytelenség egy telhetetlen hatalom, a történet színpada: egy koszos, bűzlő, düledezett labirintus, egy kilátástalan helyzet.
1. ↑  Premio Bellas Artes de Narrativa Colima para Obra Publicada (spanyol nyelven). (Hozzáférés: 2024. október 27.)